# 2003 dans la police
Cet article présente les faits marquants de l'année 2003 dans la police.

## Évènements
- Suppression de la police de proximité française par Nicolas Sarkozy, alors ministre de l'Intérieur du gouvernement Jean-Pierre Raffarin.